# Catóblepa

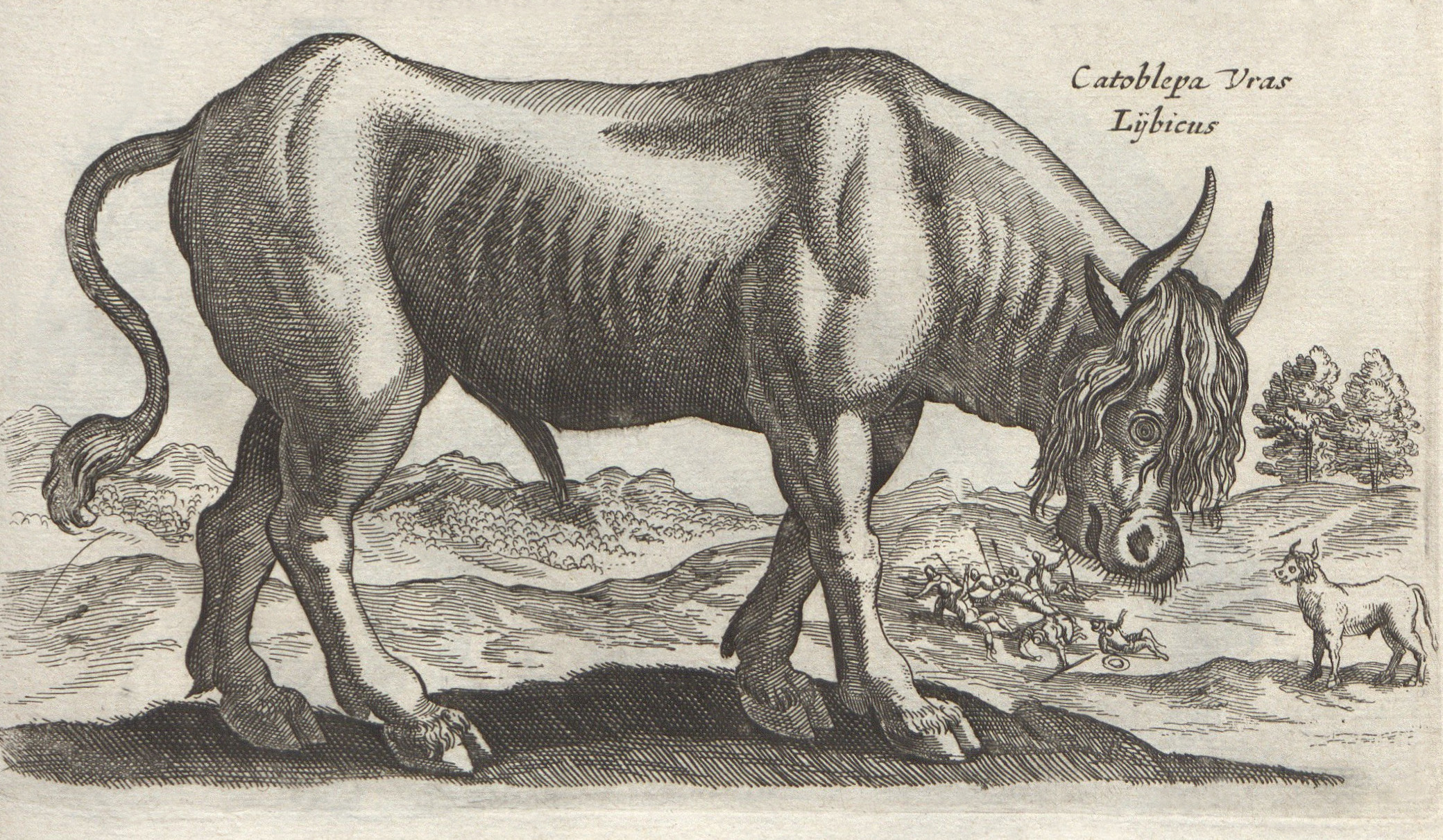
Catoblepas (desenho de Jan Jonston, Historia naturalis de quadrupedibus, Amsterdam 1657)

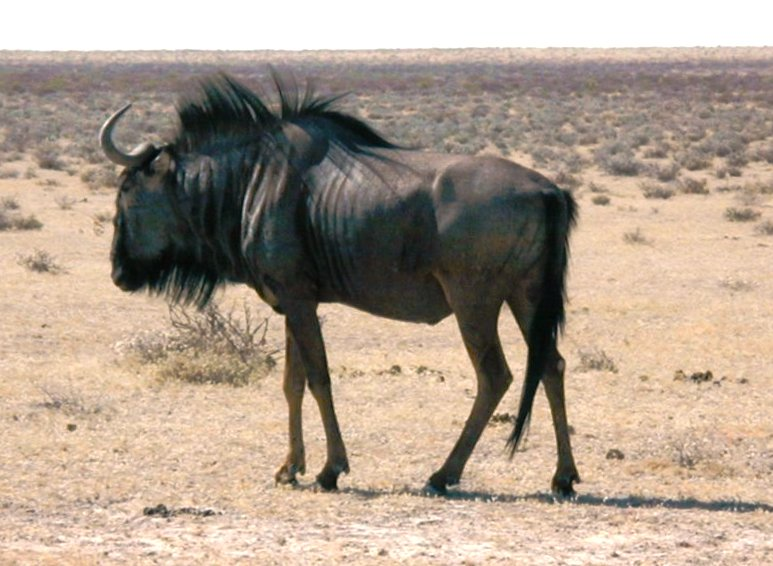
Gnu azul

O catóblepa (do grego καταβλέπω: "que olha para baixo") é um animal mitológico, quadrúpede, semelhante a um antílope, com uma cabeça tão grande e pesada que só pode olhar para baixo. Seus olhos são vermelhos e injetados, e ele pode matar somente com o olhar. As suas costas têm escamas que o protegem. Plínio, o Velho, disse que ele vivia na Etiópia.
As referências na antiguidade sobre a o catóblepa são escassas, sendo elas praticamente reiterativas. Esta curiosa criatura foi também descrita por Claudio Eliano, Leonardo da Vinci, Topsell e Flaubert. O Padre Manuel Bernardes, fez a seguinte alusão ao monstro:  
"Vem cá, catóblepa dos olhos carregados, e focinho derribado sobre a terra, não basta a força de um Deus para os levantares e adora-lo?". 
Assim, o catóblepa é provavelmente uma visão fantasiosa do gnu ou do pangolim.
Na atualidade, o Catóblepa aparece na cultura pop representado em jogos como o RPG Dungeons & Dragons, Magic: The Gathering e Final Fantasy (jogo eletrônico).